# Genetický polymorfismus
Genetický polymorfismus je dle definice existence dvou nebo více alel (variant genů) v jednom lokusu, převyšující svým výskytem 1% výskyt v populaci. Příčinou přitom nejsou opakovaně probíhající mutace. Příkladem je polymorfismus v genu RHD, který určuje lidský Rh faktor: tento gen se vyskytuje v populaci v alelách Rh+ a Rh−.
Polymorfismus může být pouze na přechodnou dobu, jindy se udržuje trvale a vzniká tzv. balancovaný polymorfismus (poměry alel jsou dlouhodobě stabilní). Pokud je nacházen polymorfismus při srovnávání populací v různých částech areálu, jedná se o geografický polymorfismus. Jedinci s konkrétní alelou, která je činí odlišnými od ostatních, se někdy nazývají morfy.
Polymorfismus v nekódujících částech genomů umožňuje analyzovat DNA pomocí metody RFLP, k mapování evoluce se také používá jednonukleotidový polymorfismus (SNP).